# Lester Nowhere
Lester Nowhere, pseudonimo di Arturo Fratini (Prato, 14 gennaio 1998), è un produttore discografico e arrangiatore italiano.
Tra i suoi lavori principali, figurano crediti di produzione nell'album Vultures 1 di Kanye West e Ty Dolla Sign, che ha raggiunto la prima posizione della Billboard 200.

## Biografia
Tra gli artisti prodotti da Lester Nowhere vi sono: Kanye West, Ty Dolla Sign, Franco126, Ketama126, Gianni Bismark, Egreen, BigMama, Lil B, Lord Apex, FKA 059 ed altri.

## Discografia

### Gianni Bismark
- 2023 – Andata e ritorno

### BigMama
- 2022 - MayDay

### Grinta
- 2021 - Fiato
- 2023 - Solite cose

### Egreen
- 2020 -  I SPIT Vol.2

### Lovegang126
- 2023 - Cristi e diavoli

### Kanye West
- 2024 - Vultures 1
- 2024 - Vultures 2